# Пономаренко, Александр Георгиевич (металлург)
Александр Георгиевич Пономаренко (1 января 1924 г.) — советский учёный-металлург, специалист в области теории и технологии ферросплавного и сталеплавильного производства, внесший большой вклад в теорию металлургических шлаков. Доктор технических наук, профессор кафедры электрометаллургии Донецкого национального технического университета.

## Биография
Александр Георгиевич Пономаренко родился 1 января 1924 года. В 1944 г., в возрасте 16 лет начал работать на Актюбинском заводе ферросплавов плавильщиком, затем бригадиром ферросплавной печи, мастером, начальником смены, инженером-исследователем. Работа на АЗФ продолжалась до 1959 г. с перерывами на учебу. После окончания Уральского политехникума (по электрометаллургии стали и ферросплавов) А.Г. Пономаренко поступил в 1953 г. в Московский институт стали (на ту же специализацию) и, став инженером, в течение 20 лет работал в Челябинске в Научно-исследовательском институте металлургии (НИИМ) младшим, затем старшим научным сотрудником и руководителем сектора. С 1980 г. работает в ДПИ (ДГТУ) сначала заведующим кафедрой электрометаллургии стали и ферросплавов, а затем, с 1995 г., — профессором той же кафедры.

## Научная и производственная деятельность
Вся научная деятельность А.Г. Пономаренко связана с исследованием металлургических шлаков и их роли в металлургических процессах. Еще в своей кандидатской работе "Исследование  явлений стехиометрической разупорядоченности в шлаковых расплавах" он детально изучил не только термодинамику шлаковых расплавов, но и современную химию твердого тела, ставшую основой технологии полупроводниковых материалов. А.Г. Пономаренко впервые проанализировал зависимость практически всех свойств шлаков от их окислительного потенциала. При этом теоретический анализ исследователь сочетался с экспериментальными достижениями, создав в НИИМе современную лабораторию с целым рядом оригинальных экспериментальных установок. Это позволило ему добиться прорыва в понимании закономерностей, определяющих результаты процессов, протекающих с участием шлаков. Был разработан новый подход к шлакам как фазам с коллективизированными электронами, который объясняет сильное влияние на них окислительного потенциала системы.
А.Г. Пономаренко была предложена математическая модель для расчета термодинамических характеристик шлаков, параметры которой были определены путем компьютерной обработки огромного материала химических справочников. Эта теория отличается широкой применимостью (к различным шлакам) при удовлетворительной точности, которая в большинстве случаев оказывается не хуже, чем у других теорий, разработанных для сравнительно узкого круга шлаков. По результатам этих разработок А.Г. Пономаренко защитил в МИСиС докторскую диссертацию "Термодинамика металлургических шлаков с учетом их электронного строения". В ней наряду с экспериментальными данными он подробно изложил созданную им теорию шлаков, которую исследователь называет "Модель коллективизированных электронов" (МКЭ).
В последние годы на основе созданных научных заделов активно работает в области компьютерного моделирования, прогнозирования и управления металлургическими процессами. На основе теории МКЭ А.Г. Пономаренко со своими учениками разработал компьютерную систему "Оракул" и довел ее до промышленного внедрения - до управления плавкой - на РУП "Белорусский металлургический завод" и ЗАО "Молдавский металлургический завод".